# Cernotti
Cernotti (Črnotiče in sloveno, pronuncia [tʃəɾˈnoːtitʃɛ]) è un insediamento (naselje) di 85 abitanti, della municipalità di Capodistria della regione statistica Carsico-litoranea della Slovenia.
L'area faceva tradizionalmente parte della regione storica del Litorale, ora invece è inglobata nella regione Carsico-litoranea.

## Infrastrutture e trasporti
L'insediamento è servito dalla stazione di Cernotti, sulla ferrovia Bresenza-Capodistria.